# Ion Hobana
Ion Hobana (ngày 25 tháng 1 năm 1931 – ngày 22 tháng 2 năm 2011) là một nhà văn khoa học viễn tưởng, nhà phê bình văn học và nhà nghiên cứu UFO người România.

## Tiểu sử

### Thân thế và văn nghiệp
Ion Hobana tên thật là Aurelian Manta Roşie chào đời ngày 25 tháng 1 năm 1931 tại Sânnicolau Mare, România. Ngay từ hồi còn nhỏ ông có năng khiếu viết văn làm thơ và rất thích đọc sách của những nhà văn lừng danh trên thế giới, khi lớn lên đã quyết định theo đuổi sự nghiệp văn chương. Lúc khởi đầu việc sáng tác thì ông tự đặt ra bút danh của mình là Ion Hobana, rồi lần lượt cho xuất bản nhiều tác phẩm ấn tượng bao gồm năm tập thơ nhan đề Centru înaintaș (1954), Caleidoscop (1958) và Orar de vacanță (1962) cùng cuốn tiểu thuyết Sfârșitul vacanței (1960), trước khi cống hiến hết mình cho thể loại khoa học viễn tưởng. Ông cũng từng chuyên tâm nghiên cứu văn học România tại Đại học Bucharest.
Năm 1955 lần đầu tiên tác giả cho ra mắt dòng văn học này với tác phẩm đầu tay mang tên Glasul mării đăng trên tạp chí Știință şi Tehnică.  Tiếp theo là truyện ngắn Ultimul văl (1957), các tập truyện ngắn Oameni și stele (1963), Un fel de spațiu (1988) và Timp pentru dragoste (2009, NXB Bastion), tuyệt tác Người vô hình của nhà văn H. G. Wells (1974), được Ion Hobana dàn dựng thành vở kịch đem công diễn tại Bucharest cùng năm 1974, Brașov năm 1976 và Iași năm 2008.
Tháng 1 năm 2011, tập truyện ngắn Timp pentru dragoste do NXB Bastion xuất bản năm 2009, được Seniorii Imaginației (NXB Eagle) tiếp quản như một ấn bản cuối cùng toàn diện về khoa học viễn tưởng và kỳ ảo, rồi được nhà xuất bản này đưa trở lại thị trường văn học dưới tiêu đề mới Oameni și stele.
Ion Hobana còn là thành viên của Hội Nhà văn România, Hội Văn hóa châu Âu, Hội H. G. Wells, Trung tâm Quốc tế Jules Verne, Hiệp hội Quốc tế Nghiên cứu Utopia. Sau khi tác giả qua đời, Hội Nhà văn România đã đặt ra Giải Ion Hobana mang tên ông trao tặng cho những tác giả khoa học viễn tưởng tại nước này.
Trong suốt nhiều năm liền, các tác phẩm của ông đều được dịch sang hơn hai mươi thứ tiếng. Ion Hobana cũng từng là một dịch giả và biên tập viên, và bắt tay vào viết những cuốn sách phi hư cấu về khoa học viễn tưởng, chẳng hạn như Jules Verne và UFO. Từ năm 2006, tác giả cho ra mắt bộ tuyển tập của riêng mình mang tên Ion Hobana prezintă maeștrii suggestației clasice gói gọn các tác phẩm từng được xuất bản của những nhà văn nổi tiếng như Edgar Allan Poe, Robert Louis Stevenson, Edmond About, Jules Verne, Emilio Salgari, Frigyes Karinthy, Jack London và H. G. Wells.
Nhờ vào toàn bộ hoạt động sáng tạo, chú giải và quảng bá dòng văn học khoa học viễn tưởng, ông được trao tặng Giải thưởng Lớn của Bộ Văn hóa và Nghệ thuật Ba Lan (1973), Giải Đặc biệt Đôi cánh Vàng Kỳ ảo (1980) và Giải Khoa học viễn tưởng Thế giới (Brighton, 1984).

### Nghiên cứu UFO
Trong thập niên 1970, Ion Hobana là đồng tác giả của một số cuốn sách viết về hiện tượng UFO với Jules Weisberg. Năm 1998, ông hợp tác cùng một nhóm các chuyên gia quan tâm đến hiện tượng UFO đã thành lập Hiệp hội Nghiên cứu Hiện tượng Không trung Không xác định (ASFAN), và được bầu làm chủ tịch tổ chức này.

### Qua đời
Ion Hobana lâm bệnh nặng rồi ít lâu sau mất tại Bucharest năm 2011, hưởng thọ 80 tuổi.

## Tác phẩm

### Khoa học viễn tưởng
- Ultimul val (tiểu thuyết; NXB Editura Tineretului, 1957)
- Caleidoscop (tiểu thuyết; NXB Editura Tineretului, 1958)
- Oameni şi stele (tiểu thuyết; NXB Editura Tineretului, 1963)
- Viitorul a inceput ieri - retrospectiva ancipaţiei franceze (NXB Editura Tineretului, 1966)
- Imaginile posibilului: filmul ştiinţifico-fantastic (NXB Meridiane, 1968)
- Sfârşitul vacanţei (tiểu thuyết; NXB Editura Tineretului, 1969)
- Vârsta de aur a anticipaţiei româneşti (1969) - Giải thưởng Hội Nhà văn România, 1972
- Douăzeci de mii de pagini în căutarea lui Jules Verne (NXB Univers, 1979) - Giải thưởng Hội Nhà văn România
- Science fiction. Autori, cărţi, idei I (NXB Editura Eminescu, 1983) - Giải thưởng Hội Nhà văn România
- Literatura de anticipaţie. Autori, cărţi, idei II (1986)
- Un fel de spaţiu (truyện ngắn; NXB Albatros, 1988)
- Călătorie întreruptă (tiểu thuyết; NXB Cartea Românească, 1989)
- Jules Verne în România? (NXB Editura Fundaţiei Culturale Române, 1993)
- Un englez neliniştit: H.G. Wells şi universul SF (NXB Fahrenheit, 1996)
- Jules Verne. Chipuri, obiceiuri și peisaje românești (NXB PRO Editură, 2004)

### UFO học
- Viitorul a inceput ieri - retrospectiva ancipaţiei franceze (1966)
- Imaginile posibilului: filmul ştiinţifico-fantastic (1968)
- Vârsta de aur a anticipaţiei româneşti (1969)
- OZN - o sfidare pentru raţiunea umană (NXB Editura Enciclopedică Română, 1971), viết chung với Julien Weverbergh
- Ufo's in Oost en West (NXB Ufologie, 1972)
- Douăzeci de mii de pagini în căutarea lui Jules Verne (1979)
- Science fiction. Autori, cărţi, idei I (1983)
- Literatura de anticipaţie. Autori, cărţi, idei II (1986)
- Triumful visătorilor (NXB Nemira, 1991), viết chung với Julien Weverbergh
- Jules Verne în România? (1993)
- Enigme pe cerul istoriei (NXB Abeona, 1993)
- Un englez neliniştit: H.G. Wells şi universul SF (1996)

## Giải thưởng
- 1969: Premiul Uniunii Scriitorilor (Giải thưởng Hội Nhà văn România)
- 1972: Giải thưởng Hội Khoa học viễn tưởng châu Âu dành cho cuốn Vârsta de aur a anticipaţiei româneşti.[7]
- 1980: Giải thưởng Hội Khoa học viễn tưởng châu Âu dành cho cuốn Douăzeci de mii de pagini în căutarea lui Jules Verne.[8]
- 1983: Premiul Uniunii Scriitorilor (Giải thưởng Hội Nhà văn România)
- 1996: Premiul Uniunii Scriitorilor (Giải thưởng Hội Nhà văn România)